# The Brute (film fra 1920)
The Brute er en amerikansk stumfilm fra 1920 af Oscar Micheaux.

## Medvirkende
- Evelyn Preer som Mildred Carrison
- A. B. DeComathiere som Bull Magee
- Sam Langford som Tug Wilson
- Susie Sutton som Clara
- Lawrence Chenault som Herbert Lanyon
- Laura Bowman
- Mattie Edwards
- Alice Gorgas som Margaret Pendleton
- Virgil Williams
- Marty Cutler som Sidney Kirkwood
- Floy Clements som Irene Lanyon
- Louis Schooler
- Harry Plater
- E. G. Tatum
- Al Gaines